# غوران بندي
غوران فريدريك بندي (بالسويدية: Göran Fredrik Bundy)‏ (مواليد 10 يونيو 1921) دبلوماسي سويدي سابق.

## السيرة
ولد بندي في مالمو بالسويد وهو ابن هاكان بندي ومارتا ثوريل. حصل على شهادة في القانون من جامعة لوند في عام 1946 وخدم في وزارة الخارجية من 1948 إلى 1953. خدم بندي في براغ بتشيكوسلوفاكيا من 1949 إلى 1950 وباريس بفرنسا من 1950 إلى 1957 وكانبيرا بأستراليا من 1957 إلى 1958 والقاهرة بمصر من 1958 إلى 1960 وطهران بإيران في عام 1960. عين سكرتير أول في وزارة الخارجية في عام 1960 ثم مدير في عام 1963 ثم القائم بالأعمال في نيقوسيا بقبرص في عام 1964. عمل بندي مستشار تجاري في السفارة في واشنطن بالولايات المتحدة في عام 1965 ثم نائب مدير في وزارة الخارجية في عام 1971 ثم مستشار السفارة في هلسنكي بفنلندا في عام 1972. عين سفيرا في مدينة الكويت بالكويت والدوحة بقطر والمنامة بالبحرين وأبوظبي بالإمارات من 1977 إلى 1980 ثم مجددا في طهران من 1980 إلى 1985. خدم بندي في وزارة الخارجية في ستوكهولم من 1985 إلى 1986.
في عام 2013 جنبا إلى جنب مع شقيقته إيفا قاما بإنشاء مؤسسة إيفا وغوران بندي لدعم البحوث الطبية في جامعة لوند لدعم الأبحاث في مجال أمراض القلب والأعصاب.